# Формигара
Формигара (итал. Formigara) је насеље у Италији у округу Кремона, региону Ломбардија.
Према процени из 2011. у насељу је живело 750 становника. Насеље се налази на надморској висини од 61 м.

## Становништво
Према резултатима пописа становништва 2011. у општини је живело 1.116 становника.
| 1936. | 1951. | 1961. | 1971. | 1981. | 1991. | 2001. | 2011. |
| ----- | ----- | ----- | ----- | ----- | ----- | ----- | ----- |
| 1.820 | 1.893 | 1.443 | 1.191 | 1.156 | 1.098 | 1.138 | 1.116 |